# ブリガムシティ (ユタ州)
ブリガムシティ（Brigham City）は、アメリカ合衆国ユタ州の都市。ボックスエルダー郡の郡庁所在地である。人口は1万9650人（2020年）。名称はブリガム・ヤングに由来する。

## 概要
小都市だが、郡内の政治、経済、文化の中心となっている。桃の栽培が盛んであり、毎年ピーチフェスティバルを開催している。

## 歴史
1851年にモルモン開拓者によって設立された歴史ある町である。1869年に大陸横断鉄道が開通し、鉄道の町として発展した。1904年にグレートソルト湖を横断するルーシン短絡線が完成したことによりブリガムシティを通る列車は激減した。現在、鉄道は貨物専用となっている。市域の西部を州間高速道路84号西線が通る。

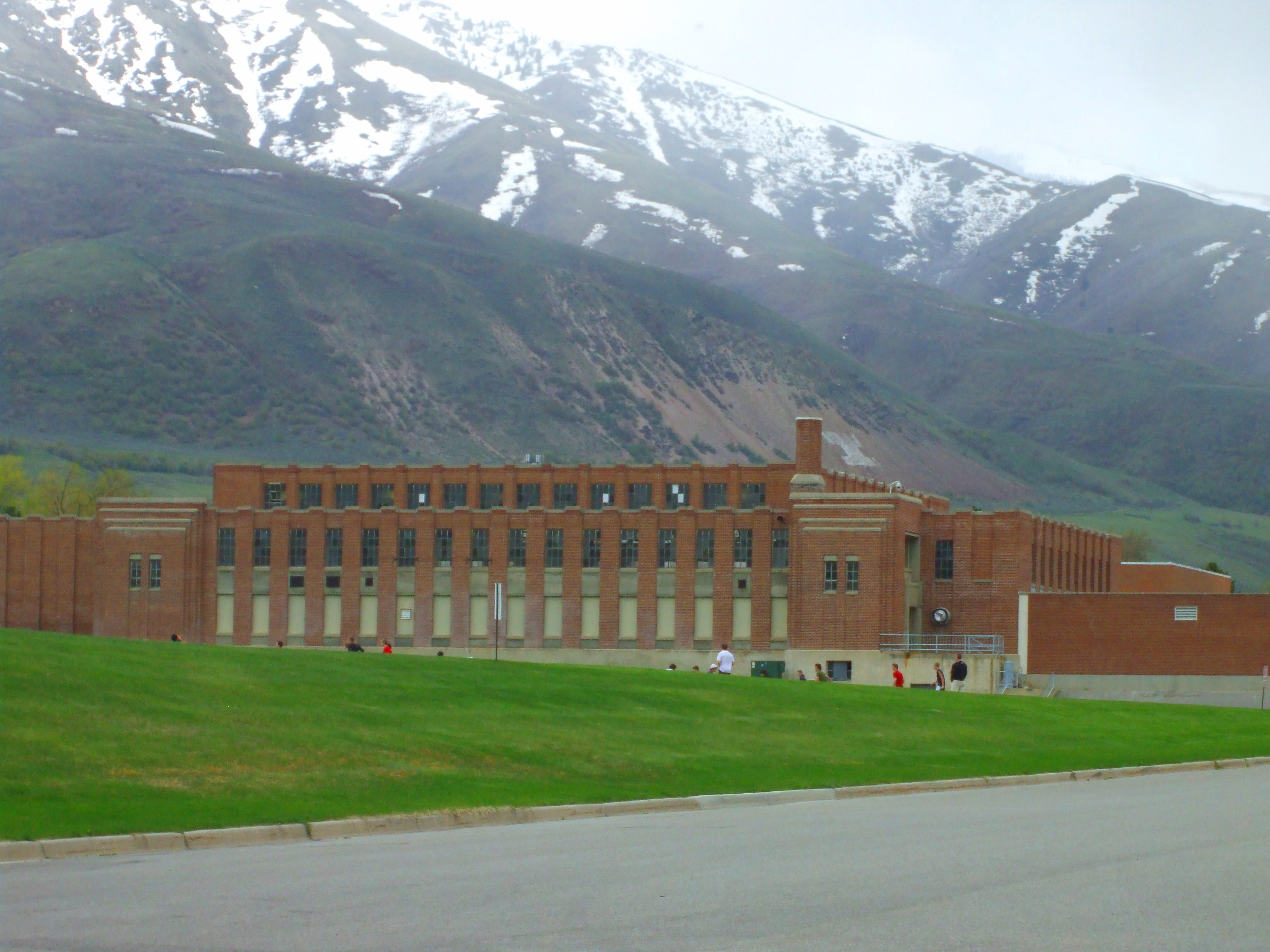
ボックスエルダー高校